# 10e corps (Royaume-Uni)

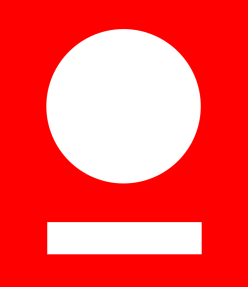
Signe de formation du X Corps britannique pendant la Seconde Guerre mondiale. Trois versions de l'insigne existent, une sur fond vert rectangulaire, une sur fond rouge rectangulaire et une sur fond vert avec dessus bombé.

Le Xe Corps fut un corps de l'armée britannique créé au cours de la Première Guerre mondiale, puis reconstitué en 1942 en tant qu’unité de la 8e armée employée en Afrique du Nord.

## Première Guerre mondiale
Le Xe Corps fut créé dans les Flandres et en 1917 il était composé des 29e et 30e divisions d'infanterie. Le corps faisait lui-même partie de la 2e armée. Lors de la bataille de Messines en octobre 1917, le corps était dirigé par Thomas Morland. Ensuite, jusqu'en 1918 et donc la fin de la guerre, le corps fut dirigé par le général William Peyton.

## Seconde Guerre mondiale

### Afrique du Nord
Le corps est réactivé en 1940 en Syrie. Il est alors dirigé par le général William Holmes. En 1942, le général Bernard Montgomery en fait un corps mobile constitué des 1re et 10e divisions blindées et la 2e division d'infanterie néo-zélandaise. Le corps est alors placé sous le commandement de Herbert Lumsden que Montgomery n'apprécie pas et remplace par Brian Horrocks (la raison invoquée est la pusillanimité de Lumsden dans la poursuite de l'Afrikakorps). 
Le corps participa de manière active à la Seconde bataille d'El Alamein où les Néo-zélandais s'illustrèrent dans la prise de Miteirrya Ridge. De fortes pluies le 4 novembre empêchèrent le Xe corps de poursuivre efficacement les forces germano-italiennes en retraite.

### Italie
Le Corps continua le combat en Italie où il débarqua à Salerne le 9 septembre 1943. Il appartenait alors à la 5e armée US dirigée par le général Mark Clark (le corps était lui commandé par le général Richard McCreery). Le corps prit notamment part aux combats de Monte Cassino.

## Sources
- Keegan, John (1991). Churchill's Generals. London: Cassell, p. 153–155.  (ISBN 0-304-36712-5). Londres: Cassell, p. 153–155.  (ISBN 0-304-36712-5).